# 장원군황성원부자영정
장원군황성원부자영정(長原君黃性元父子影幀)은 충청북도 충주시, 장수황씨 현감공파 종중에서 소장하고 있던 조선 중기의 무신 황진(黃進)과 그의 아버지 황성원의 초상화이다. 크기는 각각 103×180cm, 103×166.5cm이다. 
2000년 10월 27일 충청북도의 유형문화재 제202호로 지정되었으나, 2002년 4월 15일 경기도 평택시로 이전됨에 따라 2002년 7월 12일 문화재 지정이 해지되었다.
2009년 3월 10일 경기도의 유형문화재 제210호 황성원 초상과 제211호 황진 초상으로 분리하여 각각 문화재로 지정되었다.

## 같이 보기
- 황성원 초상 - 경기도 유형문화재 제210호
- 황진 초상 - 경기도 유형문화재 제211호

## 참고 자료
- 장원군황성원부자영정 - 국가유산청 국가유산포털
- 장원군황성원부자영정 - 두산백과